# Chetogena janitrix
Chetogena janitrix är en tvåvingeart som först beskrevs av Hartig 1837.  Chetogena janitrix ingår i släktet Chetogena och familjen parasitflugor. Inga underarter finns listade i Catalogue of Life.